# Drosophila venezolana
Drosophila venezolana este o specie de muște din genul Drosophila, familia Drosophilidae, descrisă de Wasserman, Fontdevila și Ruiz în anul 1983.
Este endemică în Venezuela. Conform Catalogue of Life specia Drosophila venezolana nu are subspecii cunoscute.